# Head Like a Hole
Singles de Nine Inch Nails
Down in It
(1989) Sin
(1990)
Head Like a Hole (aussi connu comme Halo 03) est le second single de Nine Inch Nails pour l'album Pretty Hate Machine.
Ce titre est sélectionné par le Rock and Roll Hall of Fame pour faire partie de la liste des 660 « chansons qui ont façonné le rock 'n' roll ».

## La piste
Un clip a été tourné pour le remix « Clay » de cette chanson. Eric Zimmerman a dirigé le tournage et il fut diffusé en mars 1990, puis intégré plus tard dans la cassette VHS Closure. Cette vidéo est devenue populaire via MTV, ce qui aida Nine Inch Nails à obtenir ses premiers succès. Une version très légèrement différente de cette vidéo a aussi été publiée pour s'accorder avec le remix de Flood. Dans le clip, on peut apercevoir Trent Reznor et Chris Vrenna, ainsi qu'en invité Martin Atkins jouant dans une cage.
Head Like a Hole a été joué par les artistes suivants : AFI, The Ancient Gallery, Devo, Eric Gorfain, Korn, Chester Bennington, Peter Murphy, Lullacry, Most Precious Blood, Opium Jukebox, Raymond Watts (PIG), Razorblade Smile, Still Remains, et Showbread. Miley Cyrus interpréta ce morceau dans l'épisode Rachel, Jack et Ashley Too de la série Black Mirror. De plus, Darren Hayes interpréta un morceau de cette piste lors d'un remix live du single de Savage Garden : Break Me, Shake Me.
Sur les DVD And All That Could Have Been et Beside You in Time on peut voir cette chanson.

## Le single
Head Like a Hole est le troisième Halo officiel de Nine Inch Nails, contenant divers remixes de quelques chansons de Pretty Hate Machine. Il dure d'ailleurs plus longtemps que l'album original.
Une version contenant trois pistes audios fut publiée au Royaume-Uni. Cette version contient Head Like a Hole (Opal), qui n'est pas incluse sur la version américaine.
Les titres Down in It (Shred) et Down in It (Singe) furent précédemment publiés sur Down in It. La dernière piste dure 18 secondes de plus.
La dernière piste (non listée) est un extrait de Dance Party USA où NIN avait fait une apparition. On entend Kelly Ripa criant « Let's hear it for Nine Inch Nails! Woo! They're good! ».
La version américaine contenant ces 11 titres a récemment été reconditionnée et republiée.

### Versions existantes
- TVT Records TVT 2614 - US 12" Vinyle
- TVT Records TVT 2615-2 - US CD
- Island Records 12 IS 484 878 893-1 - UK 12" Vinyle
- Island Records CID 482 878 893-2 - UK CD

### Liste des chansons

#### Version US
| 1.  | Head Like a Hole (Slate) (remixé par Trent Reznor, Flood)       | 4:13 |
| 2.  | Head Like a Hole (Clay) (remixé par Keith LeBlanc)              | 4:30 |
| 3.  | Terrible Lie (Sympathetic Mix) (remixé par Trent Reznor, Flood) | 4:26 |
| 4.  | Head Like a Hole (Copper) (remixé par Trent Reznor, Flood)      | 6:26 |
| 5.  | You Know Who You Are (remixé par Trent Reznor, Flood)           | 5:40 |
| 6.  | Head Like a Hole (Soil) (remixé par Trent Reznor, Flood)        | 6:38 |
| 7.  | Terrible Lie (Empathetic Mix) (remixé par Trent Reznor, Flood)  | 6:11 |
| 8.  | Down in It (Shred) (remixé par Adrian Sherwood, Keith LeBlanc)  | 6:51 |
| 9.  | Down in It (Singe) (remixé par Adrian Sherwood, Keith LeBlanc)  | 7:21 |
| 10. | Down in It (Demo) (remixé par Trent Reznor)                     | 3:55 |
| 11. | unlisted track                                                  | 0:04 |

#### Version anglaise
| 1. | Head Like a Hole (Clay) (remixé par Keith LeBlanc)         | 4:30 |
| 2. | Head Like a Hole (Copper) (remixé par Trent Reznor, Flood) | 6:26 |
| 3. | Head Like a Hole (Opal) (remixé par Trent Reznor, Flood)   | 5:18 |

- La piste 1 est faussement référencée comme Head Like a Hole (slate) sur le CD.